# Kadoma (Japan)
Kadoma (Japans: 門真市, Kadoma-shi) is een stad (shi) in de Japanse prefectuur Osaka die fungeert als een satellietstad van Osaka. Op 1 augustus 2010 had de stad 127.407inwoners. De bevolkingsdichtheid bedroeg 10.380inw./km². De oppervlakte van de stad bedraagt 12,28 km². De stad is vooral bekend doordat het hoofdkantoor van Panasonic hier is gevestigd.

## Geografie
De stad ligt ten noordoosten van Osaka in de Yodo-vallei, in een gebied dat bekendstond als moeras waar veel lotusbloemen groeiden. Kadoma maakt deel uit van de voorsteden van Osaka en wordt begrensd door Moriguchi, Neyagawa, Daito en Osaka.

## Geschiedenis
Hoewel het gebied al eeuwenlang bewoond werd, is de stad Kadoma officieel gesticht in 1886 toen een aantal dorpen in de regio werden samengevoegd. De status van shi verkreeg men echter pas in 1963, nadat het al enkele malen was opgewaardeerd. De stad stond na de oorlog vooral bekend als 'ongeluksplek', daar er weinig tot geen bedrijven er dependances vestigden. Dit veranderde door de komst van Panasonic in 1964. In 2005 waren er plannen om Moriuchi en Kadoma samen te voegen, maar dit werd afgeblazen.

## Verkeer en vervoer

### Wegen

#### Autosnelweg
- Kinki-autosnelweg, naar Suita of Matsubara

#### Autoweg
- Autoweg 163

### Treinen en metro's
- Keihan:
  - Keihan-lijn: stations Nishisansō, Kadoma-shi, Furukawabashi, Owada en Kayashima
- Metro van Osaka
  - Nagahori Tsurumi-ryokuchi-lijn: station Kadoma-Minami
- Osaka Monorail
  - Hoofdlijn: station Kadoma-shi

### Bus
- Keihan
- Kintetsu
- Stadsbussen van Osaka

## Bezienswaardigheden
- Namihaya Dome
- Gantokuji-tempel
- Panasonic-museum

## Stedenband
Kadoma heeft een stedenband met:
- Kami, Hyōgo, Japan - overeenkomst sinds 1975
- Eindhoven, Nederland - overeenkomst sinds 1967[2]
- São José dos Campos, Brazilië - overeenkomst sinds 1973[2]

## Geboren in Kadoma
- Kijuro Shidehara - voormalig diplomaat en minister-president van Japan
- Machi Tawara - dichteres en schrijfster
- Hiroki Uchi - zanger en idool

Steden:
Daito · Fujiidera · Habikino · Hannan · Higashiosaka · Hirakata · Ibaraki · Ikeda · Izumi · Izumiotsu · Izumisano · Kadoma · Kaizuka · Kashiwara · Katano · Kawachinagano · Kishiwada · Matsubara · Minoh · Moriguchi · Neyagawa · Osaka (hoofdstad) · Osakasayama · Sakai · Sennan · Settsu · Shijonawate · Suita · Takaishi · Takatsuki · Tondabayashi · Toyonaka · Yao

Districten:
Minamikawachi · Mishima · Senboku · Sennan · Toyono
Gemeenten per district